# Luigi Olivari
Luigi Olivari (La Spezia, 29 dicembre 1891 – Santa Caterina, 13 ottobre 1917) è stato un ufficiale e aviatore italiano, pluridecorato con medaglia d'argento al valor militare. Asso dell'aviazione da caccia, è accreditato di 12 abbattimenti durante la prima guerra mondiale.

## Biografia
Nacque a La Spezia da Tommaso e Maria Ferrando, una famiglia del ceto medio. Da ragazzo si spostò con la sua famiglia a San Maurizio Canavese. Veniva descritto come giovane molto attivo negli sport e buon motociclista. Entrò nella scuola per piloti civili di Mirafiori ottenendo il 27 novembre 1914 il brevetto numero 305, su di un Blèriot.
Benché riformato alla visita medica di leva per un problema cardiaco si offrì volontario allo scoppio della guerra. Avendo il raro brevetto di pilota venne comunque arruolato nel Battaglione aviatori come aviatore volontario. Dopo l'addestramento, che ebbe inizio il 15 giugno 1915, ricevette il brevetto di pilota militare il 1º settembre 1915 con il grado di Aspirante.
Fu assegnato alla 1ª Squadriglia caccia, che il 15 aprile 1916 diventò 70ª Squadriglia caccia, dove conobbe Francesco Baracca.
Nel marzo 1916 partecipò al suo primo combattimento presso Medea, ma fu costretto al ritiro per l'incepparsi della mitragliatrice.
Il 2 aprile, al rientro da una ricognizione, individuò un aereo biposto vicino a Cormons, ingaggiandolo. Dopo avergli scaricato una raffica, lo danneggiò, costringendolo ad un atterraggio di fortuna vicino all’Isonzo, dietro le linee nemiche.
Il 7 aprile 1916 partecipò, a Cortello di Pavia di Udine, all'abbattimento del suo primo apparecchio nemico (un Hansa-Brandenburg C.I dei tenenti Bogut Burian e Johann Osterreicher della Flik 2), coadiuvato dai capitani Guido Tacchini (comandante della 1ª Squadriglia) e Domenico Bolognesi.
Il 9 luglio 1916 Olivari rivendicò l'abbattimento di un aereo nemico nei pressi di Salcano, entro le linee austriache.
Il 16 settembre successivo abbatté, in collaborazione con Francesco Baracca e Fulco Ruffo di Calabria, un Lloyd C.III della Flik 16 a Staro Stelo di Caporetto, il 31 ottobre abbatté il Brandenburg del caporale Fritz Fuchs e dell'osservatore Pasiut della Flik 16 sul Monte Nero ed il 18 marzo 1917 abbatté un Hansa-Brandenburg C.I a San Canzian d'Isonzo.
Considerato uno dei piloti più abili e coraggiosi, entrò a far parte della 91ª Squadriglia, conosciuta come la "Squadriglia degli assi".
Il 18 maggio successivo abbatté un Albatros a Voissizza, il 24 maggio un Lohner T.I a Grado, il 3 giugno, con il sergente Giulio Poli della 70ª Squadriglia caccia, abbatté il Brandenburg C.I 129.41 della Flik 4 sul Monte San Marco di Gorizia ed il 6 giugno, con l'aspirante Flavio Torello Baracchini su Nieuport 17 dell'81ª Squadriglia aeroplani, abbatté sul Monte Vodice l'Hansa-Brandenburg C.I 229.19 del Kpl Alexander Vezspremy e del Ltn Ernst Pirnos del Fluggeschwader 1 o FlG.1.
Gli vengono attribuiti 12 abbattimenti, benché ne reclamasse 19.
Ritornato in Italia dopo un breve soggiorno in Francia, rimase ucciso a causa dello stallo del suo caccia SPAD S.VII durante il decollo, presso il campo di Santa Caterina di Pasian di Prato. I funerali si tennero a Udine..
Dopo la sua morte, nel 1921, gli venne intitolato l'aeroporto militare di Brescia-Ghedi.